# 35229 Benckert
35229 Benckert este un asteroid din centura principală de asteroizi.

## Descriere
35229 Benckert este un asteroid din centura principală de asteroizi. A fost descoperit pe 24 martie 1995 la Tautenburg de Freimut Börngen. Asteroidul prezintă o orbită caracterizată de o semiaxă mare de 2,31 ua, o excentricitate de 0,08 și o înclinație de 7,0° în raport cu ecliptica.